# El 47
Pour les articles homonymes, voir 47 (homonymie).
Pour plus de détails, voir Fiche technique et Distribution.
El 47 est un film dramatique espagnol réalisé par Marcel Barrena, sorti en 2024 en Espagne.
Le film est le plus récompensé lors de la 39e cérémonie des Goyas qui se déroule le 8 février 2025 au Palais des Congrès de Grenade. Il reçoit le prix du meilleur film, ex aequo avec La Infiltrada d'Arantxa Echevarría.

## Présentation
Écrit par Marcel Barrena et Alberto Marini, le film est basé sur une histoire vraie. Il met en vedette Eduard Fernández aux côtés de Clara Segura et Zoe Bonafonte. Il se situe dans le quartier barcelonais de Torre Baró.

## Synopsis
Dans la ville de Barcelone en 1978, sous la Transition démocratique, contre le mépris dont font face les communautés immigrées populaires d'Estrémadure et d'Andalousie dans les zones périphériques de la ville catalane, le chauffeur de bus Manolo Vital détourne un véhicule de la ligne de bus 47, afin de contrer la mairie de Barcelone, selon laquelle les bus ne peuvent pas atteindre le quartier de Torre Baró,,.

## Fiche technique
Sauf indication contraire, les informations mentionnées dans cette section peuvent être confirmées par la base de données cinématographiques IMDb,  présente dans la section « Liens externes ».
- Titre : El 47
- Réalisation : Marcel Barrena
- Scénario : Marcel Barrena et Alberto Marini
- Pays de production :  Espagne
- Format : couleur
- Genre : drame
- Date de sortie :
  - Espagne : 6 septembre 2024

## Distribution
- Eduard Fernández : Manolo Vital
- Clara Segura : Carme
- Salva Reina : Felipín
- Zoe Bonafonte : Joana

## Production
Le film est tourné dans la ville de Barcelone.
La mairie dédie officiellement un hommage à Manolo Vital, chauffeur historique du bus 47. 

## Distinctions

### Récompenses
- Prix Feroz 2025 : meilleure actrice dans un second rôle pour Clara Segura[11],[12]
- Prix Gaudí 2025 : 
  - meilleur film en langue catalane
  - meilleur acteur pour Eduard Fernández
  - meilleure actrice dans un second rôle pour Clara Segura
  - meilleure direction de production
  - meilleurs costumes
  - meilleur maquillage
  - meilleurs effets visuels[13]
- Prix Goyas 2025 : 
  - meilleur film
  - meilleure actrice dans un second rôle pour Clara Segura
  - meilleur acteur dans un second rôle pour Salva Reina
  - meilleure direction de production
  - meilleurs costumes
  - meilleurs effets visuels[14],[15],[16]

### Nominations
- Prix Feroz 2025 : meilleur scénario et meilleure musique originale
- Prix Gaudí 2025 : 
  - meilleur réalisateur
  - meilleur scénario original
  - meilleure actrice dans un second rôle pour Clara Segura
  - meilleur acteur dans un second rôle pour David Verdaguer et Carlos Cuevas
  - meilleure révélation pour Zoe Bonafonte
  - meilleure direction artistique
  - meilleure photographie
  - meilleure musique
  - meilleur montage
  - meilleur son[17]
- Prix Goyas 2025 : 
  - meilleur espoir féminin pour Zoe Bonafonte
  - meilleur scénario original
  - meilleur montage
  - meilleure musique originale
  - meilleure chanson originale
  - meilleure photographie
  - meilleure direction artistique
  - meilleurs maquillages et coiffures[18]